# Tarenna disperma
Tarenna disperma är en måreväxtart som först beskrevs av Joseph Dalton Hooker, och fick sitt nu gällande namn av Charles-Joseph Marie Pitard. Tarenna disperma ingår i släktet Tarenna och familjen måreväxter. Inga underarter finns listade i Catalogue of Life.